# ダ・シルバ・ファビオ・岡
ダ・シルバ・ファビオ・岡（Da Silva Fabio OKA、1991年5月22日 - ）は、ブラジル出身の実業家、ポーカープレイヤー、元サッカー選手。サッカー選手時代のポジションは、FW、MF。

## 来歴
ブラジルに生まれ、父親の仕事の関係で広島県福山市松永町で育つ。福山市立松永中学校時は、尾道市にあるサンフレッチェ広島の提携スクール・サンフレッチェびんごジュニアユース でプレー。
その後岡山に転居し、岡山のクラブチームであるアヴァンサールFCに所属。岡山学芸館高校サッカー部を経て、2010年ファジアーノ岡山へ加入。同年4月より、ネクスト所属 となる。2011年もネクスト所属 となり、5月から11月まで、ブラジルのクラブアトレチコ・ソロカーバへサッカー留学 する。2012年より、デッツォーラ島根E.Cへ期限付き移籍する も、同年5月に岡山・島根双方との契約解除が発表 され、ラインメール青森FCへ移籍 した。その後前十字靭帯を損傷しサッカー選手を引退。
その後、不動産業、広告代理店業を経て、2015年に株式会社AzuRoを創業、2021年現在も同社代表取締役である。
近年はポーカー（テキサス・ホールデム）プレイヤーとしても活動しており、2023年3月にはカンボジアで開催された「WPT Prime Cambodia」の「10K Super High Roller Single Day Challenge」で優勝した。
2024年6月、歌手・長渕剛の所属事務所「Office REN」の代表取締役社長に就任した。

## 所属クラブ
- - 2005年 サンフレッチェびんごジュニアユース
- 2006年 アヴァンサールFC
- 2007年 - 2009年 岡山学芸館高校
- 2010年 - 2012年5月  ファジアーノ岡山FC
  - 2010年4月 - 同年12月  ファジアーノ岡山ネクスト (登録変更)
  - 2011年4月 - 同年12月  ファジアーノ岡山ネクスト (登録変更)
  - 2011年5月 - 同年11月  アトレチコ・ソロカーバ (留学)
  - 2012年1月 - 同年5月  デッツォーラ島根E.C (期限付き移籍)
- 2012年6月 - 同年12月  ラインメール青森FC
- 2014年 -   八幡平トーレゾール

## 個人成績
| 国内大会個人成績 | 国内大会個人成績 | 国内大会個人成績 | 国内大会個人成績 | 国内大会個人成績 | 国内大会個人成績 | 国内大会個人成績 | 国内大会個人成績 | 国内大会個人成績 | 国内大会個人成績 | 国内大会個人成績 | 国内大会個人成績 |
| 年度             | クラブ           | 背番号           | リーグ           | リーグ戦         | リーグ戦         | リーグ杯         | リーグ杯         | オープン杯       | オープン杯       | 期間通算         | 期間通算         |
| 年度             | クラブ           | 背番号           | リーグ           | 出場             | 得点             | 出場             | 得点             | 出場             | 得点             | 出場             | 得点             |
| 日本             | 日本             | 日本             | 日本             | リーグ戦         | リーグ戦         | リーグ杯         | リーグ杯         | 天皇杯           | 天皇杯           | 期間通算         | 期間通算         |
| ---------------- | ---------------- | ---------------- | ---------------- | ---------------- | ---------------- | ---------------- | ---------------- | ---------------- | ---------------- | ---------------- | ---------------- |
| 2010             | 岡山             | 46               | J2               | 0                | 0                | -                | -                | -                | -                | 0                | 0                |
| 2010             | 岡山N            | 46               | 中国             | 10               | 0                | -                | -                | -                | -                | 10               | 0                |
| 2011             | 岡山             | 44               | J2               | 0                | 0                | -                | -                | -                | -                | 0                | 0                |
| 2011             | 岡山N            | 44/51            | 中国             | 0                | 0                | -                | -                | 0                | 0                | 0                | 0                |
| ブラジル         | ブラジル         | ブラジル         | ブラジル         | リーグ戦         | リーグ戦         | ブラジル杯       | ブラジル杯       | オープン杯       | オープン杯       | 期間通算         | 期間通算         |
| 2011             | ソロカーバ       |                  | セリエC          | -                | -                | -                | -                | -                | -                | -                | -                |
| 日本             | 日本             | 日本             | 日本             | リーグ戦         | リーグ戦         | リーグ杯         | リーグ杯         | 天皇杯           | 天皇杯           | 期間通算         | 期間通算         |
| 2012             | 島根             | 13               | 中国             | 1                | 0                | -                | -                | -                | -                | 1                | 0                |
| 2012             | 青森             | 9                | 東北2部北        | 4                | 3                | -                | -                | -                | -                | 4                | 3                |
| 2014             | 八幡平T          |                  | 岩手             |                  |                  | -                | -                | -                | -                |                  |                  |
| 通算             | 日本             | 日本             | J2               | 0                | 0                | -                | -                | -                | -                | 0                | 0                |
| 通算             | 日本             | 日本             | 東北2部北        | 4                | 3                | -                | -                | -                | -                | 4                | 3                |
| 通算             | 日本             | 日本             | 中国             | 11               | 0                | -                | -                | 0                | 0                | 11               | 0                |
| 通算             | ブラジル         | ブラジル         | セリエC          | -                | -                | -                | -                | -                | -                | -                | -                |
| 総通算           | 総通算           | 総通算           | 総通算           | 15               | 3                | -                | -                | -                | -                | 15               | 3                |

## 代表・選抜歴
- 2005年：ナショナルトレセンU-14
- 国体岡山県少年選抜選手

## 出演
- ショウダウン（DAZN、2023年9月 - ）